# Pókember: Irány a Pókverzum!
A Pókember: Irány a Pókverzum! (eredeti cím: Spider-Man: Into the Spider-Verse) 2018-ban bemutatott amerikai 3D-s számítógépes animációs akciófilm, amelyet Phil Lord és Rodney Rothman forgatókönyvéből Bob Persichetti, Peter Ramsey és Rodney Rothman rendezett.
Az Amerikai Egyesült Államokban 2018. december 14-én, Magyarországon 2018. december 13-án mutatták be a mozikban.

## Cselekmény
Miles Morales, aki csodálja Pókembert, próbál beilleszkedni az új elit bentlakásos iskolájába anyja, Rio Morales és apja, Jefferson Davis kérésére, akik nem nézik Pókembert jó szemmel. Amikor Miles megpillant egy "Gwanda" nevű lányt az iskolában, elmegy tanácsot kérni nagybátyjától, Aaron Davis-től, miképp tudná őt meghódítani. Ezután Aaron elviszi Miles-t egy elhagyatott metróállomáshoz, ahol segít neki megcsinálni egy graffitit.
Ott Miles-t megcsípi egy génmódosított pók, amitől Miles pókszerű képességekre tesz szert. Amikor nem tudja felhívni Aaron-t, visszatér az állomásra és rálel a pókra, ami megcsípte. Majd talál egy titkos laboratóriumot, ahol a hírhedt bűnbanda vezér, Wilson Fisk egy részecskegyorsítót épített, hogy hozzáférhessen a párhuzamos univerzumokhoz és idehozza a feleségét és a fiát egy alternatív dimenzióból, akiket egy autóbalesetben vesztett el a legutóbbi harca közben Pókemberrel. Pókember megérkezik, hogy leállítsa a gyorsítót és megküzd a szörnyeteggé vált Zöld Manóval és Fisk titokzatos jobbkezével, Ragadozóval. A harc hevében Pókember megmenti Miles-t és megérzi, hogy ő és Miles egyformák, de megsérül, amikor a gyorsító meghibásodik. Pókember ad egy pendrive-ot Miles-nak, amivel leállíthatja a gyorsítót. Miles kiszabadul a laboratóriumból, csakhogy addigra Fisk megöli Pókembert.
Pókember áldozata inspirálja Miles-t, hogy ő is harcoljon a bűn ellen, de véletlenül tönkreteszi a pendrive-ot, amikor megpróbál hálón lengeni. Később Miles megismerkedik Peter B. Parker-rel, egy idősebb és elhanyagolt Pókemberrel egy másik dimenzióból, akit a gyorsító hozott Miles világába. Ez a Peter elvált ex-feleségétől, Mary Jane Watsontól és vissza kell mennie a világába, mielőtt meghalna, ezért megvetően beleegyezik abba, hogy tanítsa Miles-t cserébe, ha Miles segít neki adatokat ellopni Fisk kutató intézetből, amikkel megjavíthatják az eszközt. Csakhogy összetűzésbe kerülnek Fisk tudós-asszisztensével, Olivia Octavius-szal azaz Doktor Oktopusszal, de Gwanda megmenti őket, akiről kiderül, hogy ő is egy másik dimenzióból került ide és a valódi neve Gwen Stacy. Elviszi őket May Parker házához, aki befogadott még több Pókembert, például Pókember Noirt, Póksonkát, Peni Parkert és SP//dr-t. Amíg Peni megjavítja az pendrive-ot, Peter sikertelenül megtanítja Miles-nak, miképp kell irányítania az erejét. A csapat nyomása miatt Miles elmegy Aaron lakásához, és megtudja, hogy Aaron valójában Ragadozó. Miles visszatér May házához és elmondja a többieknek, hogy mit tudott meg nagybátyjáról, csakhogy Ragadozó, Octavius, Skorpió és Sírkő rájuk találnak, ami egy harchoz vezet. Ragadozó sarokba szorítja Miles-t, de nem öli meg, miután megtudja, hogy ő az új Pókember. Fisk megöli Ragadozót és Jefferson az új Pókembert hibáztatja a testvére haláláért.
Amikor arra készülnek, hogy felvegyék a kesztyűt Fisk ellen, a Pókemberek kihagyják Miles-t a küldetésből a tapasztalatlansága miatt és bezárják őt a kollégiumi szobájába. Ezután Jefferson megérkezik és elmeséli Miles-nak, hogy Aaron meghalt és feltételezi, hogy Miles nem akar beszélni vele, ezért bocsánatot kér tőle az összes hibája miatt és elmondja neki, hogy ő hisz benne. Ezután Miles megszökik a szobájából és meglátogatja May-t, aki ad neki egy új ruhát, mielőtt segítene a többieknek Octavius és Skorpió ellen, akiket végül legyőznek. Végül Miles arra használja az eszközt, hogy hazaküldje a Pókembereket és egy pillanatra beszél egy kicsit Gwen-nel pont mielőtt Fisk megérkezik. Miles és Fisk elkezd a gyorsítóban harcolni, ami felhívja Jefferson figyelmét, és rájön, hogy nem Pókember az ellenség és bátorítja őt, ami megadja Miles-nak a szükséges motivációt, hogy öntudatlanra verje Fisk-et a rendkívül erős "méreg csapásával" és elpusztítsa a gyorsítót. Amikor a hatóságok letartóztatják Fisk-et és társait, Jefferson hősként tekint Pókemberre, és Miles megszerzi a hős életéhez járó erőt és felelősséget. Később Gwen talál egy módot, miképp beszéljen Miles-szal az ő világából és fenntartsa vele a barátságukat. Peter-nek pedig sikerül újra meghódítania Mary Jane-t.
A stáblista után, 2099-ben az ottani Pókember, Miguel O'Hara megtud mindent a krízisről és beveti a saját a dimenziók-közti átjáróját, amit a Lyla nevű asszisztense csinált. O'Hara úgy dönt, hogy a kezdetektől látogatja végig a multiverzumot, így először a Föld 67-re utazik, az 1967-es Pókember-rajzfilm világába. Miguel összeakasztja a bajszát annak az univerzumnak a Pókemberével, mert nem tudják eldönteni, hogy ki mutatott a másikra előbb – ezzel utalva egy internetes Pókember-mémre.

## Szereplők
| Szereplő                                | Eredeti hang               | Magyar hang         | Leírás |
| --------------------------------------- | -------------------------- | ------------------- | --- |
| Miles Morales / Pókember                | Shameik Moore              | Jéger Zsombor       | Intelligens és lázadó tinédzser, aki afroamerikai és puerto ricói származású. Miután megcsípi egy radioaktív pók, pókhoz hasonló képességekre tesz szert, és végül átveszi a maszkos igazságosztó, Pókember szerepét                           |
| Peter B. Parker / Pókember              | Jake Johnson               | Nagy Ervin          | Miles vonakodó mentora, egy másik dimenzióból származó hős 38 éves megfelelője, aki rendezetlen külsejű, kiábrándult, barna hajú férfi. |
| Gwen Stacy / Póknő                      | Hailee Steinfeld           | Mentes Júlia        | Gwen Stacy egy másik dimenzióból származó megfelelője, aki pókhoz hasonló képességekkel rendelkezik, és Miles iskolájában a „Gwanda” álnevet használja.                                                                                        |
| Aaron Davis / Ragadozó                  | Mahershala Ali             | Kálid Artúr         | Miles nagybátyja, aki titokban Wilson Fisk maszkos végrehajtójaként tevékenykedik, miközben ezt eltitkolja a családja elől. Lázadó természete miatt Jefferson rossz szemmel néz rá.                                                            |
| Jefferson Davis                         | Brian Tyree Henry          | Bognár Tamás        | Miles afroamerikai édesapja, egy rendőr, aki elítéli Pókember igazságosztó tevékenységét. |
| May néni                                | Lily Tomlin                | Tímár Éva           | Peter nagynénje, aki Peter B. Parker univerzumában már elhunyt, azonban Miles univerzumában menedéket nyújt a többi Pók-ember számára. |
| Rio Morales                             | Luna Lauren Velez          | Báthory Orsolya     | Miles puerto ricói származású édesanyja, aki ápolónőként dolgozik. |
| Mary Jane Watson                        | Zoë Kravitz                | Peller Mariann      | Peter Parker felesége Miles univerzumában, és Peter B. Parker korábbi felesége az ő univerzumában. |
| Peter Pacal / Póksonka                  | John Mulaney               | Hamvas Dániel       | Egy alternatív, antropomorf univerzumból származó, beszélő állat változata Pókembernek, aki egykor pók volt, majd megcsípte egy radioaktív disznó.                                                                                             |
| Peni Parker                             | Kimiko Glenn               | Kiss Erika          | Fiatal japán-amerikai lány egy alternatív, anime-szerű univerzumból, aki egy biológia-gépészeti szkafandert irányít társpilótaként, és egy radioaktív pókkal telepatikus kapcsolatban áll.                                                     |
| Peter Parker / Pókember Noir            | Nicolas Cage               | Schnell Ádám        | Peter Parker alternatív változata egy monokróm univerzumból, amely az 1930-as években játszódik. |
| Olivia "Liv" Octavius / Doktor Oktopusz | Kathryn Hahn               | Ligeti Kovács Judit | Az Alchemax vezető tudósa és vezérigazgatója, valamint Wilson Fisk tudományos tanácsadója. Fejlett, technológiai karokat használ, és gyakran szerepel az Alchemax reklámjaiban, még egy iskolai dokumentumfilmben is feltűnik, amit Miles néz. |
| Wilson Fisk / Vezér                     | Liev Schreiber             | Csankó Zoltán       | Bűnözőfőnök és az Alchemax támogatója Miles dimenziójában. Végső célja, hogy elrabolja elhunyt feleségének és fiának alternatív változatait, akik egy autóbalesetben vesztették életüket, miközben menekültek előle.                           |
| Peter Parker / Pókember                 | Chris Pine                 | Miller Zoltán       | 26 éves, szőke hajú, kék szemű Peter Parker változat, aki Miles dimenziójának Pókembere. Bár felajánlja, hogy mentorálja Milest, Vezér megöli a kollider aktiválása után, mielőtt ezt megtehetné.                                              |
| Vanessa Fisk                            | Lake Bell                  | Kisfalvi Krisztina  | Vezér felesége. |
| Norman Osborn / Zöld Manó               | Jorma Taccone              | Radics Péter        | Genetikailag fejlesztett zsoldos, aki Vezér számára dolgozik. |
| Peter Parker / Pókember                 | Jorma Taccone              | Széles Tamás        | Az 1967-es televíziós sorozat Pókembere. |
| Lonnie Thompson Lincoln / Sírkő         | Marvin "Krondon" Jones III | Varga Gábor         | Vezér néma és erősen felfegyverzett testőre. |
| Mac Gargan / Skorpió                    | Joaquín Cosio              | Schneider Zoltán    | Mexikói kiborg, protézis lábakkal és farokkal. |
| Stan                                    | Stan Lee                   | Kajtár Róbert       | Elad egy Pókember-jelmezt Moralenak. |
| Miguel O'Hara / Pókember 2099           | Oscar Isaac                | Welker Gábor        | Alternatív változata Pókembernek a Marvel 2099 képregény-univerzumból. |
| Lyla                                    | Greta Lee                  | Nemes Takách Kata   | O'Hara mesterséges intelligencia asszisztense. |
| Ganke Lee                               | Nem beszél                 | Nem beszél          | Miles Morales legjobb barátja és szobatársa. |

### Magyar változat
- Cím felolvasó: Bozai József
- Szövegek felolvasó: Galambos Péter
- Szinkronrendező: Tabák Kata

A szinkront a Mafilm Audio Kft. készítette el.

## A film készítése
A 2014 novemberében történt Sony-hackelés során nyilvánosságra került e-mailek szerint az akkori Sony Pictures Entertainment társelnöke, Amy Pascal, valamint Doug Belgrad elnök arról egyeztettek, hogy szeretnék „megújítani” a Pókember-franchise-t egy animációs vígjátékfilm fejlesztésével, amelyet Phil Lord és Christopher Miller készítenének. Pascal az elnöksége idején megkereste Lordot és Millert egy animációs Pókember-film ötletével, amire ők akkor mondtak igent, ha szabadon adaptálhatják Dan Slott 2014-es Spider-Verse című képregény-történetét, és Miles Moralest tehetik meg főszereplőnek. A projekt részleteiről egy 2015 januári summiton egyeztettek tovább a Sony vezetői, ahol több Pókember spin-off film is terítéken volt. A 2015-ös CinemaCon rendezvényen Tom Rothman, a Sony Pictures elnöke bejelentette, hogy az animációs Pókember-film premierdátuma 2018. július 20. lesz. A produkciós csapat tagjai Lord és Miller mellett Avi Arad, Matt Tolmach és Amy Pascal lettek, míg a forgatókönyv alapját Lord és Miller dolgozta ki. Rothman elmondása szerint a film „együtt fog létezni” az élőszereplős Pókember-filmekkel, azonban a Sony később tisztázta, hogy az animációs film függetlenül létezik az élőszereplős Pókember-univerzum projektjeitől, mivel az alternatív univerzumban játszódik, ahol nem az ismert Marvel-moziuniverzum Pókember szerepel.
2015 decemberében a Sony a film premierdátumát 2018. december 21-re módosította. Még abban a hónapban Bob Persichetti-t választották rendezőnek, miután a stúdióval korábban együttműködött egy sikertelen Playmobil-filmen. 2016 júniusára Phil Lord már elkészült a teljes forgatókönyvvel. Christopher Miller elmondta, hogy a film más lesz, mint az eddigi Pókember-filmek, és „önálló, egyedi moziélményt” fog nyújtani. Akkoriban még csak pletykák szóltak arról, hogy a történet Miles Moralesre fog koncentrálni, de a Sony ezt hivatalosan is megerősítette 2017 januárjában, amikor bemutatta a közelgő animációs filmjeit. Peter Ramsey 2016 végén csatlakozott társrendezőként a filmhez, miután korábban többször dolgozott együtt Persichettivel. 2017 februárjában Alex Hirsch-t nevezték meg történeti közreműködőként, és Christina Steinberg vette át a produceri szerepet Matt Tolmachtól. Steinberg korábban Az öt legenda produkcióján dolgozott együtt Ramsey-vel a DreamWorks Animationnél. Áprilisban a premiert egy héttel előrébb hozták, így a végleges bemutató dátuma 2018. december 14. lett. Ugyanebben az évben decemberben Lord és Miller bejelentették a film teljes címét, és elárulták, hogy többféle Pókember is feltűnik majd benne. Ekkorra Rodney Rothman is csatlakozott társrendezőként a produkcióhoz – korábban ő volt Lord és Miller 22 Jump Street – A túlkoros osztag című filmjének társforgatókönyvírója. Rothman eredetileg forgatókönyvíróként vett részt a projektben, hogy pótolja Lordot, aki akkoriban a Solo: Egy Star Wars-történet és más projektek miatt nem tudott minden feladatot vállalni. Ahogy a gyártás haladt előre, Rothman szeretett volna rendezőként is szerepet vállalni, amit Lord teljes mértékben támogatott. Mivel gyakori, hogy az írók is részt vesznek az utómunkálatokban és a rendezői folyamatokban, Rothman kibővítette szerepét a produkcióban.